# Айроле
Айро̀ле (на италиански: Airole; на лигурски: Airöe, Айрое) е село и община в Северна Италия, провинция Империя, регион Лигурия. Разположено е на 149 m надморска височина. Населението на общината е 458 души (към 2011 г.).